# Apteronotus curvioperculata
Apteronotus curvioperculata is een straalvinnige vissensoort uit de familie van de staartvinmesalen (Apteronotidae). De wetenschappelijke naam van de soort is voor het eerst geldig gepubliceerd in 1968 door Godoy.